# Fractionnement d'un polymère
Pour les articles homonymes, voir Fractionnement.
Les polymères sont des macromolécules formées de l´enchaînement répété d´un même motif. À part quelques exceptions (par exemple les protéines), les polymères sont constitués de molécules de différentes longueurs de chaîne. Par conséquent, il est commun d´utiliser les valeurs moyennes comme la masse moléculaire moyenne moyenne en nombre, la masse moléculaire moyenne en poids et la masse moléculaire moyenne viscosimétrique. La mesure de la largeur de la distribution du poids moléculaire est la polymolécularité. L´opération consistant à séparer les chaînes selon la longueur des chaînes de différents poids moléculaires s´appelle le fractionnement de polymère.

## Origine du fractionnement des polymères
Les propriétés des polymères et donc leurs applications peuvent dépendre des poids moléculaires. Parmi d´autres, la viscosité, la solubilité et les propriétés mécaniques mais aussi la durée de vie sont influencés par le poids moléculaire. Pour les polymères de hautes performances, qui doivent répondre à de hautes exigences, le poids moléculaire mais aussi sa polymolécularité sont importantes. C´est particulièrement vrai si des molécules de faible ou de grand poids moléculaire perturbent une application donnée.

## Techniques analytiques
Les polymères peuvent être fractionnés de façon analytique par chromatographie d'exclusion stérique (CES), par spectrométrie de masse couplant une source d'ionisation de désorption-ionisation laser assistée par matrice et un analyseur à temps de vol (MALDI-TOF) ou par fractionnement par couplage flux-force (FFF). Ces techniques sont utilisées pour déterminer la distribution du poids moléculaire.

## Techniques de purification
Dans la plupart des cas, le fractionnement des polymères pour purifier les macromolécules est basée sur les techniques de chromatographie préparative comme la chromatographie d'exclusion stérique et la chromatographie par précipitation connue sous le nom de fractionnement de Baker Williams. Par conséquent, la production est normalement limitée à quelques grammes seulement. Pour une plus grande échelle allant de plusieurs grammes à quelques kilogrammes ou bien même des tonnes, on peut utiliser le fractionnement à spin continu (Continuous spin fractionation).